# From the Ground Up
From the Ground Up es un EP acústico de Collective Soul, banda estadounidense de rock alternativo. Fue lanzado el 24 de mayo del año 2005. Este EP llegó al n.º 129 en el chart de Billboard 200.
Una Peculiaridad es que este álbum contenía un "pick" (uña) de guitarra xerigrafiada con el logotipo del grupo.

## Canciones
- Todas las canciones fueron escritas por Ed Roland, excepto las señaladas.

1. "Compliment" (Ed Roland, Dean Roland) – 3:00
2. "Youth" – 2:56
3. "December" – 3:29
4. "Perfect to Stay" – 3:25
5. "Under Heaven's Skies" – 4:01
6. "She Said" – 4:43
7. "Counting the Days" – 3:21
8. "Satellite" – 6:52
  - "Now You've Got Me Drinkin'" (canción oculta) – 2:37